# Schlacht von Komarów
Kraśnik – Komarów – Złoczów – 
Gnila Lipa – Lemberg – Grodek –
Rawa Ruska
Die Schlacht von Komarów (im Russischen als Schlacht von Tomaszów bekannt) war eine Schlacht bei Komarów zwischen österreichisch-ungarischen und russischen Truppen vom 26. August 1914 bis 2. September 1914 am Beginn des Ersten Weltkriegs. Sie war Bestandteil der sogenannten, großräumigen Schlacht in Galizien.

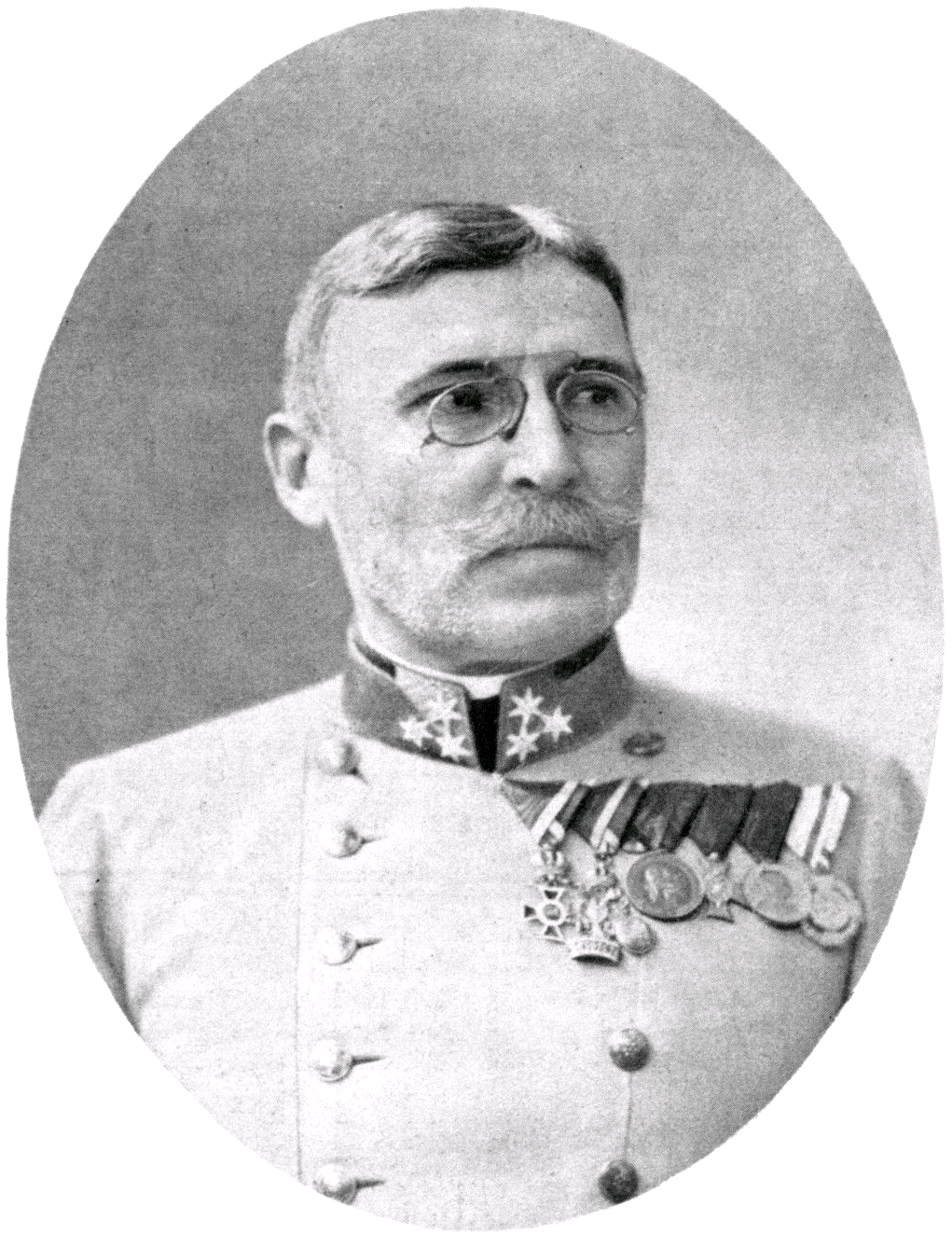
Moritz Freiherr Auffenberg von Komarów

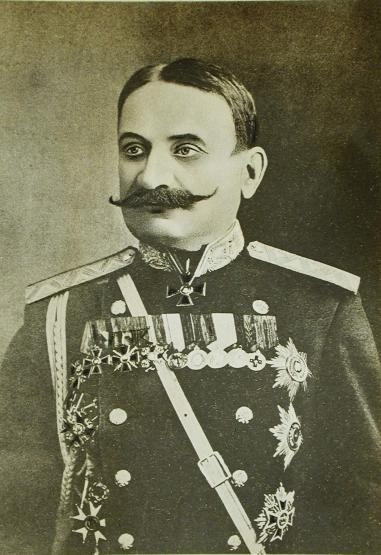
Pawel Adamowitsch Plehwe

## Vorgeschichte

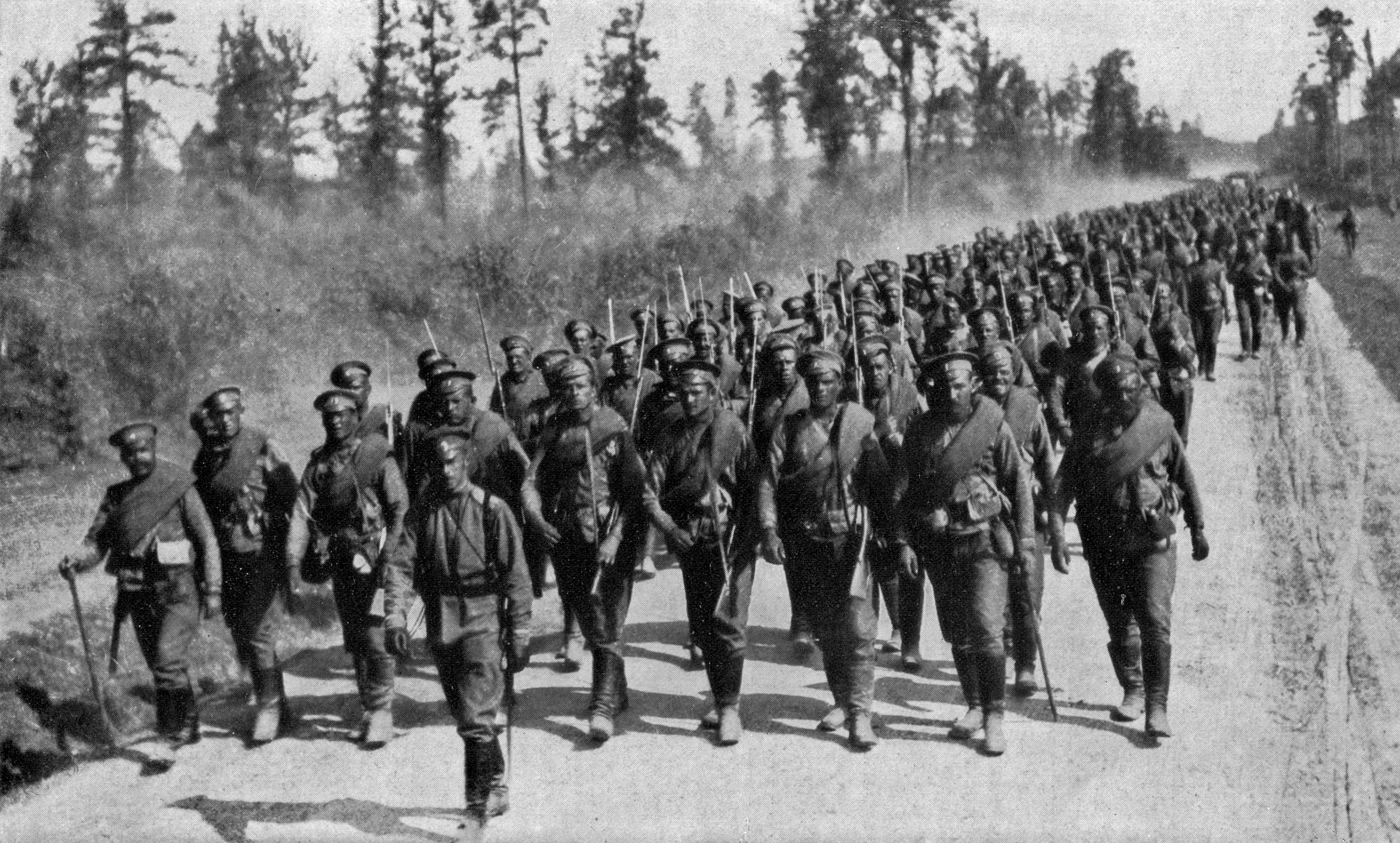
Russische Infanterie auf dem Weg an die Front, Sommer 1914

Die österreichisch-ungarischen Truppen hatten die Schlacht in Galizien überraschend siegreich mit der Schlacht von Kraśnik begonnen und dieser Erfolg motivierte die 4. Armee unter dem Befehl von Moritz von Auffenberg, ebenfalls offensiv zu werden. Operationsziel Auffenbergs war der Durchbruch auf Chełm, er traf am 26. August 1914 bei Komarów auf die 5. russische Armee unter Pawel Adamowitsch Plehwe. Plehwes rechter Flügel war bereits durch die vorhergehende Kämpfe geschwächt. So war es für die Angreifer leichter, in der bis zum 1. September 1914 andauernden Schlacht einen taktischen Sieg zu erringen und viele Gefangene zu machen. Der Versuch einer Umschließung der russischen Truppen schlug allerdings fehl.
Seit 25. August war die 4. Armee mit drei Korps (II. Korps unter General der Infanterie Schemua, VI. Korps unter General der Infanterie von Boroević und IX. Korps unter Feldmarschalleutnant von Friedel, ab 27. August General Hortstein) im Vorgehen auf die Linie Zamość–Tomaszów, das XVII. Korps (General der Kavallerie Graf Huyn) folgte hinter dem VI. Korps nach, am rechten Flügel ging die Korpsgruppe (XIV.) des Erzherzog Joseph Ferdinand aus den Raum Rawa Ruska nach Norden vor. Den rechten Flügel nach Osten deckte das Kavalleriekorps des FML Wittmann, sie hielt Verbindung zur 3. Armee (General Rudolf von Brudermann), welche den Raum Lemberg nach Osten gegen das Vorgehen der russische 3. Armee (Gen. der Inf. Russki) deckte.

## Die Schlacht
Vor Beginn des österreichischen Angriffes hatte die russische 5. Armee mit ihrem rechten Flügel, dem XXV. Armeekorps (Gen. der Inf. Sujew), die Stellung zwischen Wieprz und der Wolica vor Zamość erreicht. Das XIX. Armeekorps (Gen. der Inf. Gorbatowski) war im Anmarsch von Nord und Nordost auf Tomaszów. General Plehwe verfügte zu Beginn der Schlacht über erst 7½ Divisionen, weiter zurück lag der linke Flügel, - das V. und XVII. AK (Gen. der Inf. Jakowlew) mit weiteren sechs Divisionen, welche erst am nächsten Tag in die Schlacht eingreifen konnten. Am 26. August begann der Angriff Auffenbergs mit seinem linken Flügel, dem II. Korps. Dessen 13., 25. und 10. Division warfen die Russen (XXV. Armeekorps) bei Zamość zurück. Der Angriff des österreichischen VI. Korps im Zentrum stieß dagegen bei Tarnawatka auf härtesten Widerstand des russischen XIX. Armeekorps, den es auch am 27. nicht zu brechen vermochte. Im Anschluss nach rechts drang das XVII. Korps (mit der 19. und 41. Division) und die Gruppe des Erzherzogs Joseph Ferdinand (mit der 8. und 3. Division) über die Linie Belzec-Uhnow auf Posadow vor.
Am 27. August kündigte sich das Eingreifen neuer russischer Kräfte an – vom Osten her war das XXI. Armeekorps, der rechte Flügel der russischen 3. Armee, bei Sokal über den Bug gegangen und hatte den Angriff auf die 2. und 6. Kavalleriedivision des bei Telatyn sichernden Kavalleriekorps unter FML Wittmann begonnen, dadurch war der rechte Flügel (XIV. Korps) der 4. Armee selbst bedroht. Am Nachmittag griffen dann von Norden her zwei weitere russische Korps (V. und XVII. AK) in den Kampf nordöstlich Tomaszów zwischen Tarnawatka – entlang der Huczwa bis Tyszowce in die Schlacht ein, um nun selbst ihrerseits die österreichische Front zu durchbrechen. Sofort war für das österreichische VI. und XVII. Korps hier kein Weiterkommen mehr möglich.

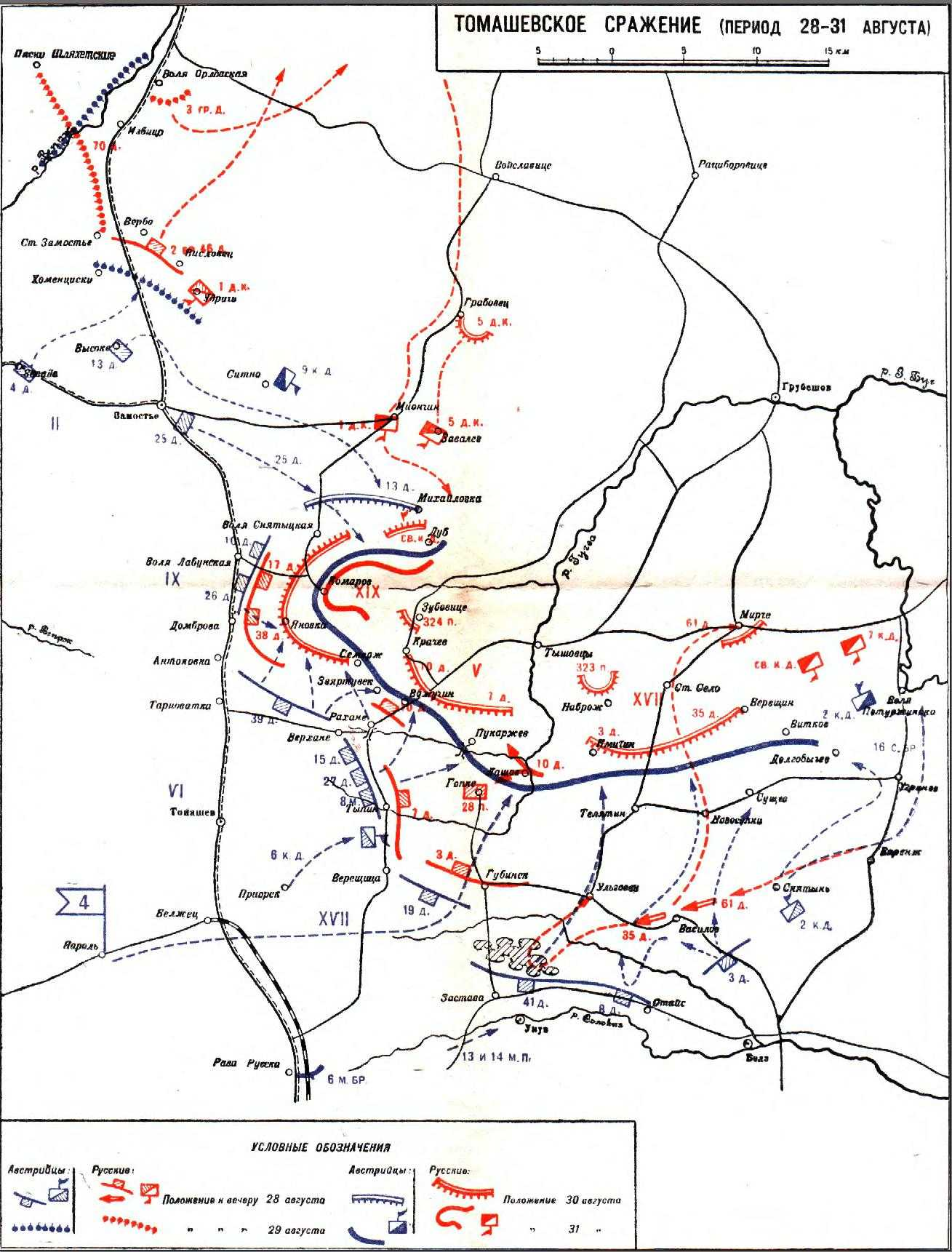
Verlauf der Schlacht vom 28. bis 31. August

Am 28. August konnte am linken Flügel der Schlacht die 25. Division (Erzherzog Peter Ferdinand) Zamość besetzen, sie drängte hier die russische 2. Grenadierdivision über die Labunka nach Norden zurück. Noch vor Tagesanbruch erlag die österreichische 15. Division des VI. Korps unter schweren Verlusten einem russischen Angriff bei Tyszowce, der verzweifelte Führer FML Friedrich Freiherr Wodnianski beging sogar Selbstmord. Der neue Führer der 15. Division, Generalmajor Schenk, musste auf Tarnawatka zurückgehen und konnte unter Verlust der gesamten Artillerie die hartnäckigen Feindangriffe nur noch mühsam abwehren; die Lage im österreichischen Zentrum war bereits äußerst kritisch. Da brachte am Nachmittag des Tages das siegreiche Vordringen des XVII. Korps bei Posadow gegenüber den russischen XVII. AK auch einige Entlastung für das bedrohte Zentrum.
Am 29. August erreichte das k.u.k. XIV. Korps (Erzherzog Josef Ferdinand) am äußersten rechten Flügel im Gegenstoß seiner Kavallerie einen vorläufigen Erfolg gegen die Vorhut des russischen XXI. Armeekorps, die über den Bug her gegen die Flanke der 4. Armee operierte. Am ursprünglichen Schlachtplan festhaltend, stellte Auffenberg dem russischen Durchbruchsversuch gegen seine Mitte die eigenen Umfassungsabsichten an beiden Flügeln entgegen. Rechts setzten das XIV. und XVII. Korps ihren Angriff auf das russische XVII. Armeekorps bei Posadow in Richtung auf Grubieszow erfolgreich fort, in der Mitte wehrten das VI. und IX. Korps derweil die Gegenangriffe des russischen V. und XIX. Armeekorps ab, links folgte das II. Korps dem Feind nur mit der 4. Division (FML von Rudolf Stöger-Steiner) über Zamość, während die 25. Division (Erzherzog Peter Ferdinand) und die 13. Schützendivision (FML Eduard Edler von Kreysa) zum Einschwenken gegen Komarów bereitgestellt wurden, um die Durchbruchsversuche des zäh angreifenden XIX. Armeekorps aufzufangen, und begannen bereits dessen Umfassung.
Am 30. August wirkte endlich die Bedrohung der beiden russischen Flügel durch Auffenbergs Flügelangriffe; der Feind stellte die Angriffe gegen die Mitte ein, zog das bedrohte XIX. Armeekorps aus dem Raum Komarów heraus und verstärkte an den Flügeln seinen Widerstand, unter dessen Schutz er den geordneten Rückzug begann. Im Zentrum wurde durch die 26. Division (FML Karl Křitek) Komarów besetzt, am Ostflügel der Druck fortgesetzt, dem sich der Russe mit aller Kraft entgegenwarf, um die Verlegung seines Rückzuges über Grubieszow zu verhindern.
Am 31. August ging das über Paturzyn und Laszczow vorgehende k.u.k. XIV.Korps am rechten Flügel zum Angriff über. Hierbei geriet das Infanterie-Regiment Nr. 14 der 3. Division (FML Roth) bei Liski in schweres Abwehrfeuer, der Angriff blieb stecken und musste sich südlich auf Oszerdow zurückziehen. Der Erfolg der restlichen Teile und der 8. Division (FML Kirchbach) wurde dadurch gemindert, dass die zum umfassenden Angriff auf Komarow eingeschwenkten Teile des k.u.k. II. Korps auf die Nachricht vom Anmarsch weiterer russischer Kräfte von Norden her am 31. August wieder zurückgingen und dadurch den schon verlegten Rückzugsweg wieder freigeben. Die Niederlage der russischen 5. Armee war damit nicht mehr zu vervollständigen.

## Folgen
Die Russen verloren bei Komarów 26.000 Mann, davon 10.000 Gefangene, 156 Geschütze gingen verloren. Der Pyrrhussieg kostete die k.u.k. 4. Armee 40.000 Mann. Am 1. September wäre der taktische Sieg der 4. Armee auf der ganzen Front vollständig gewesen, die Russen waren bereits im Rückzug auf den Bug. Doch der am 30. August erfolgende Zusammenbruch der 3. Armee in der Schlacht an der Gnila Lipa machte diesen Erfolg zunichte. Fast 100.000 russische Soldaten waren bereits bei Zloczow in Richtung auf Lemberg durchgebrochen, die Korpsgruppe Joseph Ferdinand wurde zurückgenommen, musste nach Südosten umgruppieren, um die offene Nordflanke der 3. Armee zu stützen.
Die ersten beiden Schlachten in Galizien waren ein großer Erfolg für die österreichisch-ungarischen Truppen und es schien so, als wenn die Russen eine umfassende Niederlage nicht würden verhindern können, denn fast zeitgleich erlitten sie in Ostpreußen auch eine Niederlage gegen die deutschen Truppen in der Schlacht bei Tannenberg. Die Gesamtlage sollte sich jedoch durch die gleichzeitig erfolgte Niederlage der k.u.k. 3. Armee in der Schlacht an der Gnila Lipa (29. und 30. August) vollständig zu Gunsten der Russen wenden.